# هاکی روی یخ در المپیک زمستانی ۲۰۰۲
هاکی روی یخ یکی از مسابقات بازی‌های المپیک زمستانی ۲۰۰۲ است که در فوریه ۲۰۰۲ در دو بخش مردان و زنان برگزار شده‌است.

## نتایج

### جدول مدال‌ها
| رتبه           | کشور                      | طلا | نقره | برنز | مجموع |
| -------------- | ------------------------- | --- | ---- | ---- | ----- |
| ۱              | کانادا (CAN)              | ۲   | ۰    | ۰    | ۲     |
| ۲              | ایالات متحده آمریکا (USA) | ۰   | ۲    | ۰    | ۲     |
| ۳              | روسیه (RUS)               | ۰   | ۰    | ۱    | ۱     |
| ۳              | سوئد (SWE)                | ۰   | ۰    | ۱    | ۱     |
| مجموع (۴ کشور) | مجموع (۴ کشور)            | ۲   | ۲    | ۲    | ۶     |

### مدال‌آوران
| رویداد | طلا | نقره | برنز |
| مردان  | کانادااد بلفور · راب بلیک · اریک برور · مارتین برودر · تئورن فلوری · آدام فوت · سیمون گانیه · جروم ایگینلا · کرتیس جوزف · اد یووانوفسکی · پل کاریا · ماریو لومیو · اریک لیندروس · آل مک‌اینیس · اسکات نیدرمایر · جو نواندایک · اوون نولان · مایکل پکا · کریس پرونگر · جو ساکیک · برندان شاناهان · رایان اسمیت · استیو آیزرمن | ایالات متحده آمریکاTony Amonte · Tom Barrasso · Chris Chelios · Adam Deadmarsh · Chris Drury · Mike Dunham · Bill Guerin · Phil Housley · Brett Hull · John LeClair · Brian Leetch · Aaron Miller · Mike Modano · Tom Poti · Brian Rafalski · Mike Richter · Jeremy Roenick · Brian Rolston · Gary Suter · Keith Tkachuk · Doug Weight · Mike York · Scott Young | روسیهMaxim Afinogenov · Ilya Bryzgalov · Pavel Bure · Valeri Bure · پاول داتسوک · Sergei Fedorov · Sergei Gonchar · داریوس کاسپارایتیس · نیکولای حبیبولین · ایلیا کووالچوک · الکسی کووالف · ایگور کراچوک · Oleg Kvasha · ایگور لاریونوف · ولادیمیر مالاخوف · Daniil Markov · Boris Mironov · Andrei Nikolishin · Yegor Podomatsky · Sergei Samsonov · Oleg Tverdovsky · Alexei Yashin · الکسی ژامنوف |
| زنان   | کانادادینا انتال · کلی بچارد · جنیفر بوتریل · تریسی بریسون · کیسی کمپل · ایزابل چارتراند · لوری دوپویس · دنیل گویت · جرالدین هینی · جاینا هفورد · بکی کلار · کارولین اوئلت · شری پایپر · شریل پوندر · تامی شوچاک-درایدن · سامی جو اسمال · کالین ساستوریکس · کیم سن-پیر · ویکی سوناهارا · هیلی ویکنهیسر                      | ایالات متحده آمریکاکریس بیلی · لاری بیکر · کرین بای · Julie Chu · Natalie Darwitz · سارا دکوستا · تریشا دان · کامی گراناتو · Courtney Kennedy · Andrea Kilbourne · کتی کینگ-کراولی · شلی لونی · سو مرز · ای.جی. مچکو · تارا مانزی · جنی پاتر · آنجلا روگیرو · سارا تئوتینگ · Lyndsay Wall · Krissy Wendell                                                       | سوئدLotta Almblad · Anna Andersson · Gunilla Andersson · Annica Åhlén · Emelie Berggren · Kristina Bergstrand · Ann-Louise Edstrand · Joa Elfsberg · Erika Holst · Nanna Jansson · Maria Larsson · Ylva Lindberg · Ulrica Lindström · Kim Martin · Josefin Pettersson · Maria Rooth · Danijela Rundqvist · Evelina Samuelsson · Therese Sjölander · Anna Vikman                                      |

## شرکت‌کنندگان

### مردان
| گروه A                            | گروه B                              |
| --------------------------------- | ----------------------------------- |
| - آلمان - لتونی - اتریش - اسلواکی | - بلاروس - اوکراین - سوئیس - فرانسه |

### زنان
| گروه A                             | گروه B                                       |
| ---------------------------------- | -------------------------------------------- |
| - کانادا - سوئد - روسیه - قزاقستان | - ایالات متحده آمریکا - فنلاند - آلمان - چین |